# ディエゴ・コスタ
ディエゴ・コスタ（ポルトガル語：Diego Costa）は、16世紀後期から17世紀前半にかけてのイエズス会の宣教師。
コスタ神父とも呼ばれる。

## 概要
1576年（天正4年）に生まれたとされる。
のちにイエズス会に属して宣教師となり、慶長14年（1609年）には来日してキリスト教の布教を始めたという。
しかし、慶長19年（1614年）の慶長の大追放でマカオへ一時的に逃走した。
翌年にはマニラを経由して長崎から再入国し、中国地方を中心に活動したが、周防国で捕えられて長崎へ送られ、寛永10年（1633年）に長崎で斬首された。